# Коновалов, Валентин Александрович
Валенти́н Алекса́ндрович Конова́лов (13 апреля 1930, Пятигорск — 3 июня 1996) — советский и российский художник, сценарист и киноактёр. Член Союза кинематографистов СССР.

## Биография
Учился в артиллерийском училище в Тбилиси (1952), на художественном факультете ВГИКа в мастерской И. А. Шпинеля (1966). Работал как художник кино: «Центрнаучфильм», «Мосфильм» и Одесской киностудии; и художник театра: Театр им. В. В. Маяковского, Красноярский ТЮЗ, Драматический театр Краснознаменного Тихоокеанского флота в Советской Гавани и Театр-студия киноактёра. Работал художником-оформителем в издательстве «Детский мир». С 1977 года — в Художественном фонде РСФСР.
 Соавтор сценария фильма «В день праздника» c Петром Тодоровским.
 Был занят как актёр в фильме «Интердевочка» (1989; СССР/Швеция).
В 1996 г. преподавал на художественном факультете ВГИКа.
В 1993 г. под издательством «Мусагет», выпустил книгу «Записки фраера».

## Персональные выставки
- Галерея «К и К» (1991, Кёльн; 1993, Аахен, Германия)
- «Эвклидово пространство» (1996, Болгарский культурный центр, Москва)
- «Неэвклидово пространство» (1996, ВЗ «Тушино»)

## Фильмография
- 1965 — «Верность» — совместно с А. Овсянкиным
- 1967 — «Родина электричества» (в к/а Начало неведомого века) (среднеметражный) — совместно с В. Костриным
- 1967 — «Фокусник»
- 1970 — «Городской романс» — совместно с П. Холщевниковым
- 1983 — «Военно-полевой роман»
- 1986 — «По главной улице с оркестром»
- 1987 — «Раз на раз не приходится»
- 1987 — «Старая азбука»
- 1988 — «Фантазёр» (фильм-балет), реж. В. Бунин, М. Лавровский
- 1989 — «Интердевочка» (СССР/Швеция)
- 1990 — «Карьер»
- 1990 — «Мой муж — инопланетянин»
- 1991 — «Курица»
- 1991 — «Феофания, рисующая смерть» (СССР/США) — совместно с Л. Розсохой
- 1992 — «Анкор, ещё анкор!»
- 1992 — «Глаза»
- 1992 — «Сумасшедшая любовь»
- 1994 — «Страсти по Нерону» (фильм-балет) — совместно с Н. Немечек
- 1995 — «Какая чудная игра»